# کاپانولی
کاپانولی (به ایتالیایی: Capannoli) یک کومونه در ایتالیا است که در استان پیزا واقع شده‌است.

## خصوصیات
کاپانولی ۲۲٫۷ کیلومترمربع مساحت و ۵٬۳۹۴ نفر جمعیت دارد و ۵۱ متر بالاتر از سطح دریا واقع شده‌است.

## خواهرخوانده
شهرهای Argenbühl، Cieszanów، Karditsa، Gmina Cieszanów و Uchaud خواهرخوانده‌های کاپانولی هستند.